# CanaVialis
A CanaVialis foi uma empresa brasileira de desenvolvimento genético de plantas relacionadas ao agronegócio, tendo sido uma das maiores empresas privadas de melhoramento de cana-de-açúcar do mundo. Sua matriz se localizava em Campinas, estado de São Paulo.
No entanto, além da sede, possuía sete Pólos Regionais de Tecnologia, que serviram de base para o Programa de Melhoramento Genético e para os serviços aos clientes. Estes polos estavam localizados em Maceió (AL), São Raimundo das Mangabeiras (MA), Pedro Afonso, (TO), Araçatuba (SP), Conchal (SP), Veríssimo (MG) e Mandaguaçu (PR).
Foi fundada em março de 2003 por um grupo de pesquisadores do Programa de Melhoramento Genético de Cana-de-Açúcar da Universidade Federal de São Carlos com o investimento do Grupo Votorantim até então Votorantim Ventures, atual Votorantim Novos Negócios, com o objetivo de ser a maior provedora de soluções genéticas para o setor sucroalcooleiro mundial.
Em 2008 foi comprada pela Monsanto, que também adquiriu a Alellyx.
Em outubro de 2015 foi anunciado pela Monsanto o encerramento de suas atividades no setor de cana-de-açúcar no Brasil, operado por meio da CanaVialis.